# Leffinge
Leffinge (fr. Leffinghem, vls. Leffienge) – dzielnica (deelgemeente) gminy Middelkerke w Belgii, w Regionie Flamandzkim, w prowincji Flandria Zachodnia, w okręgu Ostenda. 1 stycznia 2020 roku liczyła 2450 mieszkańców. Do 31 grudnia 1976 samodzielna gmina. Leży nad Kanałem Plassendale-Nieuwpoort.

## Demografia
Liczba mieszkańców, stan na 1 stycznia:
| Rok                | 1930 | 1961 | 2020 |
| ------------------ | ---- | ---- | ---- |
| Liczba mieszkańców | 1783 | 1814 | 2450 |